# Colobot
Colobot je svobodná strategie v reálném čase se vzdělávací složkou – hráč může programovat své roboty v jednoduchém programovacím jazyce. Jejím motivem je kolonizace vesmíru a tak hráč postupně navštíví Zemi, Měsíc a řadu fiktivních planet.
Původním tvůrcem hry je švýcarská společnost Epsitec, která ji vydala v roce 2001 pouze pro Microsoft Windows. V roce 2012 společnost uvolnila zdrojový kód hry pod licencí GNU GPL. A polští fanoušci v rámci dalšího vývoje vytvořili sestavení i pro Linux. Hra je napsána v programovacím jazyce C++.
Stručná recenze na serveru pctuning.cz chválí, že kromě prostředků strukturovaného programování nabízí vestavěný programovací jazyk i podporu objektivně orientovaného programování.